# Longa Marcha 1 (família de foguetes)
A família de foguete Longa Marcha 1 (长征一号系列火箭) foi um sistema de lançamento descartável operado pela República Popular da China.
Ele inclui dois modelos: O Longa Marcha 1 e o Longa Marcha 1D.